# Andrea Pazzagli
Andrea Pazzagli (né le 18 janvier 1960 à Florence et mort le 31 juillet 2011 à Punta Ala, une frazione de la commune de Castiglione della Pescaia, est un footballeur italien. Il évoluait au poste de gardien de but.

## Biographie
Andrea Pazzagli joue à l'AC Milan entre 1989 et 1991.

## Palmarès
- Vainqueur de la Coupe intercontinentale 1990 avec l'AC Milan.
- Vainqueur de la Supercoupe de l'UEFA 1990 avec l'AC Milan.